# Països Baixos
|  | Aquest article tracta sobre l'Estat dels Països Baixos. Vegeu-ne altres significats a «Països Baixos (desambiguació)». |

Els Països Baixos (neerlandès: Nederland,  [ˈneːdərˌlɑnt] (?·pàg.)) són un país constituent (land) del Regne dels Països Baixos i estat membre de la Unió Europea. A més a més de ser el centre organitzatiu i administratiu del Regne, s'hi troben les seus oficials de la monarquia i les seves autoritats executives, legislatives i judicials.
Les províncies que integren els Països Baixos estan situades al nord-oest d'Europa i limiten al nord i l'oest amb el mar del Nord, al sud amb Bèlgica i a l'est amb Alemanya. Les municipalitats especials de Bonaire, Sint Eustatius i Saba, situades al Carib, completen el territori neerlandès. El país és una de les zones més densament poblades del món i un dels estats més desenvolupats: el 2019 ocupava el desè lloc en l'Índex de Desenvolupament Humà publicat per les Nacions Unides.
Tal com indica el seu nom, el territori del país està format per terres (land) baixes (neder), de les quals aproximadament un terç es troba per sota del nivell del mar. Els Països Baixos es confonen sovint amb la unió duanera del Benelux, formada per Bèlgica, els Països Baixos i Luxemburg. La denominació d'aquesta unió sorgeix de l'acord de cooperació intergovernamental signat el 1944.
Els Països Baixos són classificats com a economia d'ingressos alts segons el Banc Mundial. A més a més, són un dels països amb més llibertat econòmica, tenen una percepció de corrupció molt baixa i són una de les democràcies més consolidades del món.

## Etimologia
L'ús del nom «Holanda» per referir-se als Països Baixos en el seu conjunt és degut a la preeminència econòmica i històrica d'aquesta regió. Aquesta denominació és imprecisa, pot resultar ofensiva per als neerlandesos provinents d'altres regions del país i és comparable a l'ús incorrecte del nom «Anglaterra» per referir-se al Regne Unit.
Durant l'ocupació espanyola, en castellà s'utilitzava el nom «Flandes» en referència a totes les possessions castellanes a les Disset Províncies. Quan les set províncies del nord s'independitzaren, la paraula «Flandes» continuà utilitzant-se per a les províncies ocupades i «Holanda» per a les rebels, costum que s'imposà en les altres llengües de la península Ibèrica.
En català, el malentès creix pel fet que la llengua neerlandesa també es coneix com a «holandès» o «flamenc», cosa que facilita etiquetar-ne tots els parlants com a «holandesos» o «flamencs» encara que no vinguin ni d'Holanda ni de Flandes. Aquesta ambigüitat també es dona en altres llengües romàniques, però algunes fan servir termes més unívocs. En el llatí de la Il·lustració, els científics solien referir-se als Països Baixos com a Belgica.

## Història

### Prehistòria

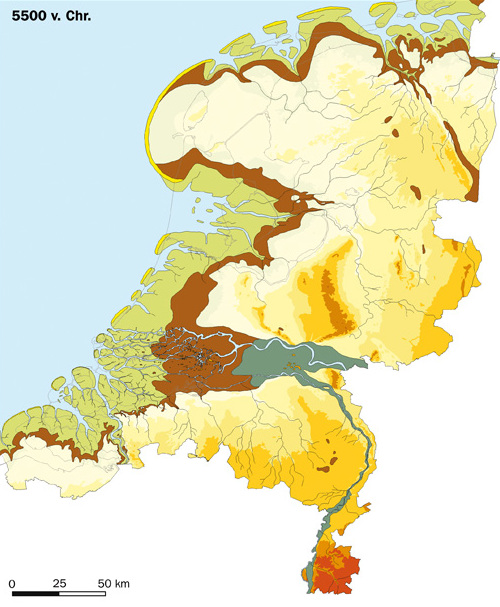
Els Països Baixos cap al 5500 aC

Els Països Baixos han tingut presència humana des de l'últim període glacial. Els vestigis més antics que s'hi han trobat tenen una antiguitat de 100.000 anys, quan la regió tenia un clima de tundra i molt poca vegetació. S'ha determinat que els seus primers habitants eren caçadors-recol·lectors. En acabar l'edat de gel hi arribaren diversos grups paleolítics. Un d'aquests grups fins i tot construïa canoes (Pesse, 8200-7600 aC). Anteriorment, cap al mil·lenni ix aC, una tribu mesolítica s'havia establert prop del Burgumer Mar (Frísia).
L'agricultura hi arribà cap al 5000 aC a través de la cultura de terrissa lineal, probablement des de l'Europa central, però en aquell temps tan sols es practicava a les planes de l'extrem meridional del país (sud de Limburg). A partir del 5600 aC es té constància dels caçadors-recol·lectors de la cultura de Swifterbant, que desenvoluparen una societat agrícola a la segona meitat del mil·lenni v aC, incloent-hi la introducció de petites proporcions de cereals en una economia tradicional.
Les primeres restes notables de la prehistòria foren els dòlmens que s'han trobat a la província de Drenthe i probablement foren construïts per gent de la cultura dels vasos d'embut entre el 4100 i el 3200 aC. Els primers indicis de l'ús de rodes data de voltants del 2400 aC i probablement està relacionada amb la cultura del vas campaniforme. Aquesta cultura també experimentà amb coure, com ho demostren les troballes d'encluses de pedra, ganivets de coure i diademes de coure al parc de Veluwe. Les troballes de coure demostren que els habitants comerciaven amb altres regions, car el mineral de coure no es troba al país.
L'edat del bronze probablement començà al voltant del 2000 aC, com en la tomba del ferrer de Wageningen. Després d'aquest descobriment, aparegueren més objectes de l'edat del bronze, com a Epe, Drouwen i sobretot Drenthe. La quantitat d'objectes trobats, incloent-hi boles d'estany en un collar, indica que eren centres comercials en aquell temps. La riquesa dels Països Baixos durant l'edat del ferro es pot veure a la tomba reial d'Oss (ca. 500 aC), on fou enterrat un rei amb alguns objectes, com ara una espasa de ferro amb un gravat d'or i corall, al túmul funerari més gran de l'Europa Occidental, ample de 52 metres.
A l'època de l'arribada dels romans, els Països Baixos eren habitats per diverses tribus germàniques que s'hi havien assentat cap al 600 aC, com ara els tubants, els canninefates i els frisis. La part meridional del país era poblada per tribus celtes, incloent-hi els eburons, els menapis i els toxandris. Els bataus foren una tribu germànica que ja vivia al curs inferior del Rin al principi de l'ocupació romana.

### Època romana

La província romana de Germània Inferior el 120

Al segle i aC, els romans conqueriren la part meridional del país i hi establiren la província romana de Germània Inferior. Els romans construïren les primeres ciutats del país, incloent-hi Traiectum ad Rhenum, Noviomagus i Traiectum ad Mosam. La part septentrional, que quedava fora de l'Imperi Romà i que era on vivien els frisons, rebé una forta influència del seu poderós veí del sud.
La relació amb els habitants del país fou generalment bona i molts bataus serviren a la cavalleria romana. La cultura batava fou influïda per la romana i els bataus fins i tot edificaren temples de tipus romà dedicats als seus propis déus. Tanmateix, això no impedí que els bataus es revoltessin el 69, dirigits per Juli Civilis, un nadiu que era oficial de les tropes auxiliars romanes. Durant la rebel·lió, que aprofità la inestabilitat de l'Imperi durant l'any dels quatre emperadors, els bataus aconseguiren destruir dues legions romanes i infligiren derrotes humiliants a l'exèrcit romà. Altres soldats romans s'uniren a la revolta, que arribà a dividir les forces septentrionals de l'exèrcit romà. L'abril del 70, l'emperador Vespasià envià un gran exèrcit de diverses legions a sufocar la revolta. Malgrat algunes derrotes menors, el seu comandant, Quint Petil·li Cerial, aconseguí sotmetre els bataus i obtingué la seva rendició.

### Després de Roma

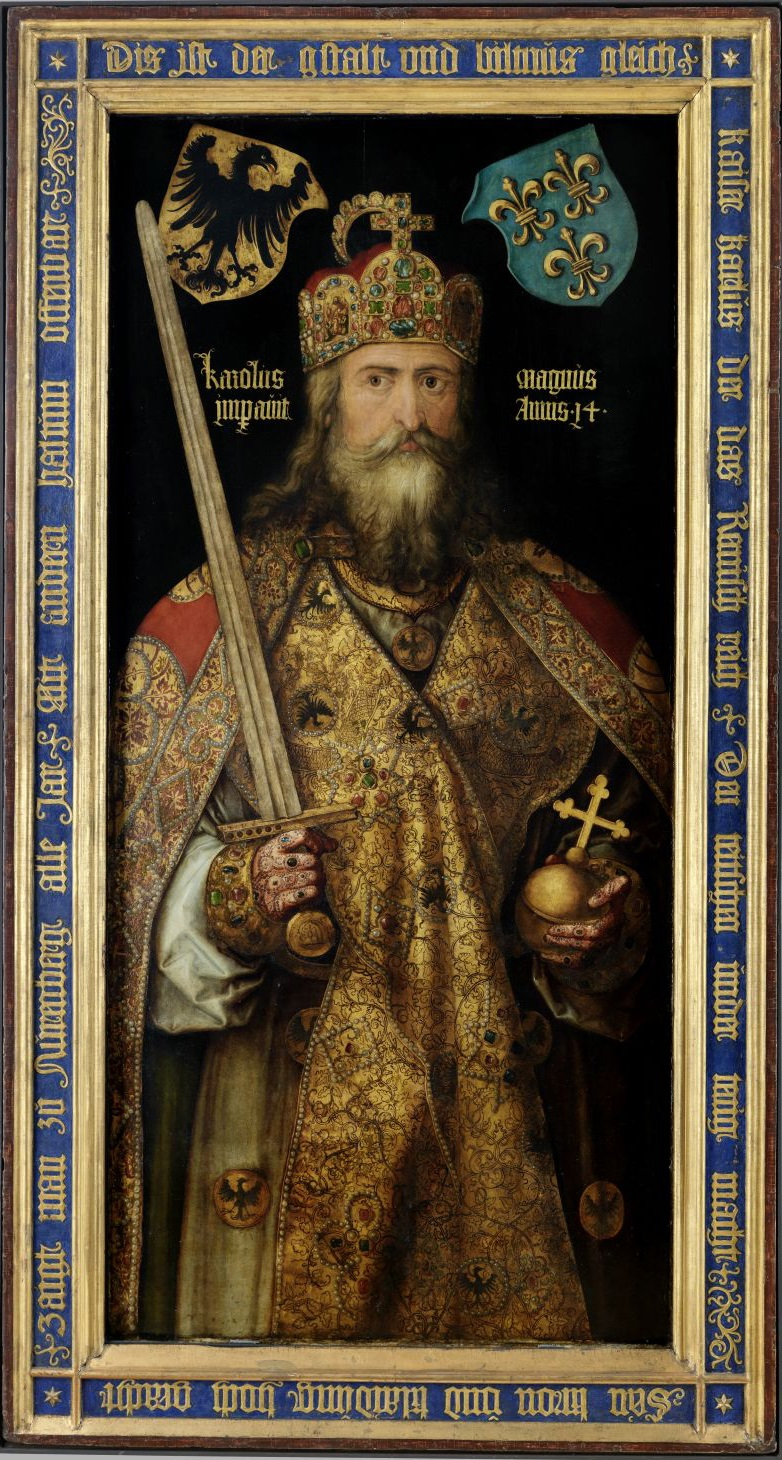
Carlemany en una il·lustració d'Albrecht Dürer (1511)

Els nouvinguts es fusionaren amb els habitants originals per crear tres pobles: els frisis al nord i nord-oest, els saxons a l'est i el nord-est i els francs al sud. Els francs es convertiren al cristianisme el 496 a iniciativa del rei Clodoveu I i portaren el cristianisme al nord quan conqueriren Frísia. Els Països Baixos formaren part de l'imperi de Carlemany, que des del seu nucli en allò que avui en dia és Bèlgica i el nord de França s'estenia per la resta de França, Alemanya, el nord d'Itàlia i altres territoris de l'oest d'Europa. El 843, el Tractat de Verdun dividí l'Imperi Carolingi en tres parts: Frància Occidental, Frància Oriental i Lotaríngia. Aquest últim, el regne central, fou absorbit gradualment pels altres dos i la majoria dels territoris de parla neerlandesa acabaren integrats primer en Alemanya i posteriorment en el Sacre Imperi Romanogermànic malgrat els repetits intents infructuosos de França de subjugar Flandes, nominalment vassall de la corona francesa.

### Edat moderna
El 1581 les províncies del nord adoptaren l'Acta d'Abjuració, la declaració d'independència amb la qual les províncies deposaven oficialment Felip II. La guerra continuà fins a 1648, quan el rei Felip IV de Castella reconegué finalment la independència de les set províncies del nord amb la Pau de Westfàlia. Parts de les províncies del sud esdevingueren de facto colònies de la nova república.

### Províncies Unides 1581-1795

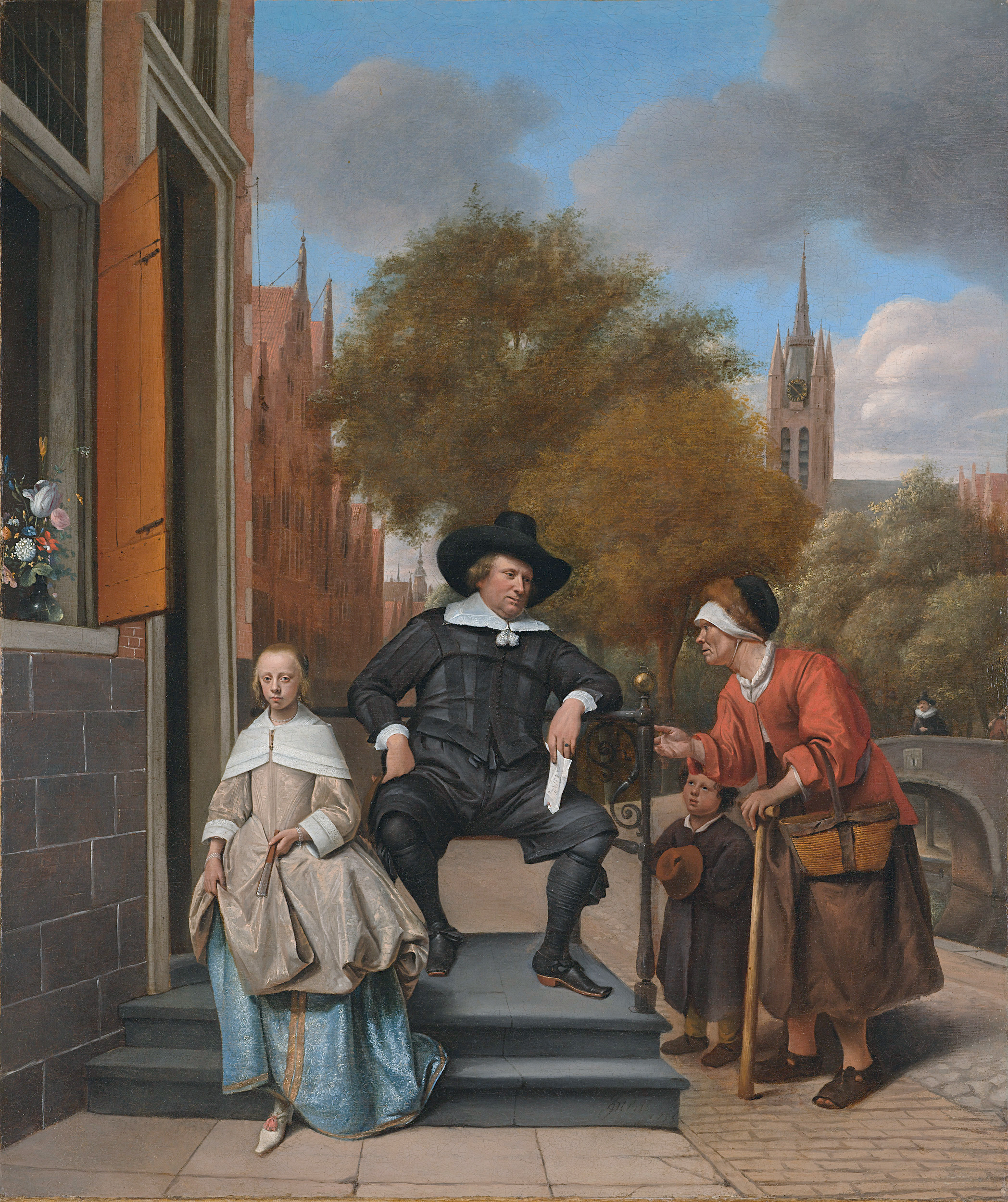
Vida diària durant l'Edat d'Or Holandesa en una pintura

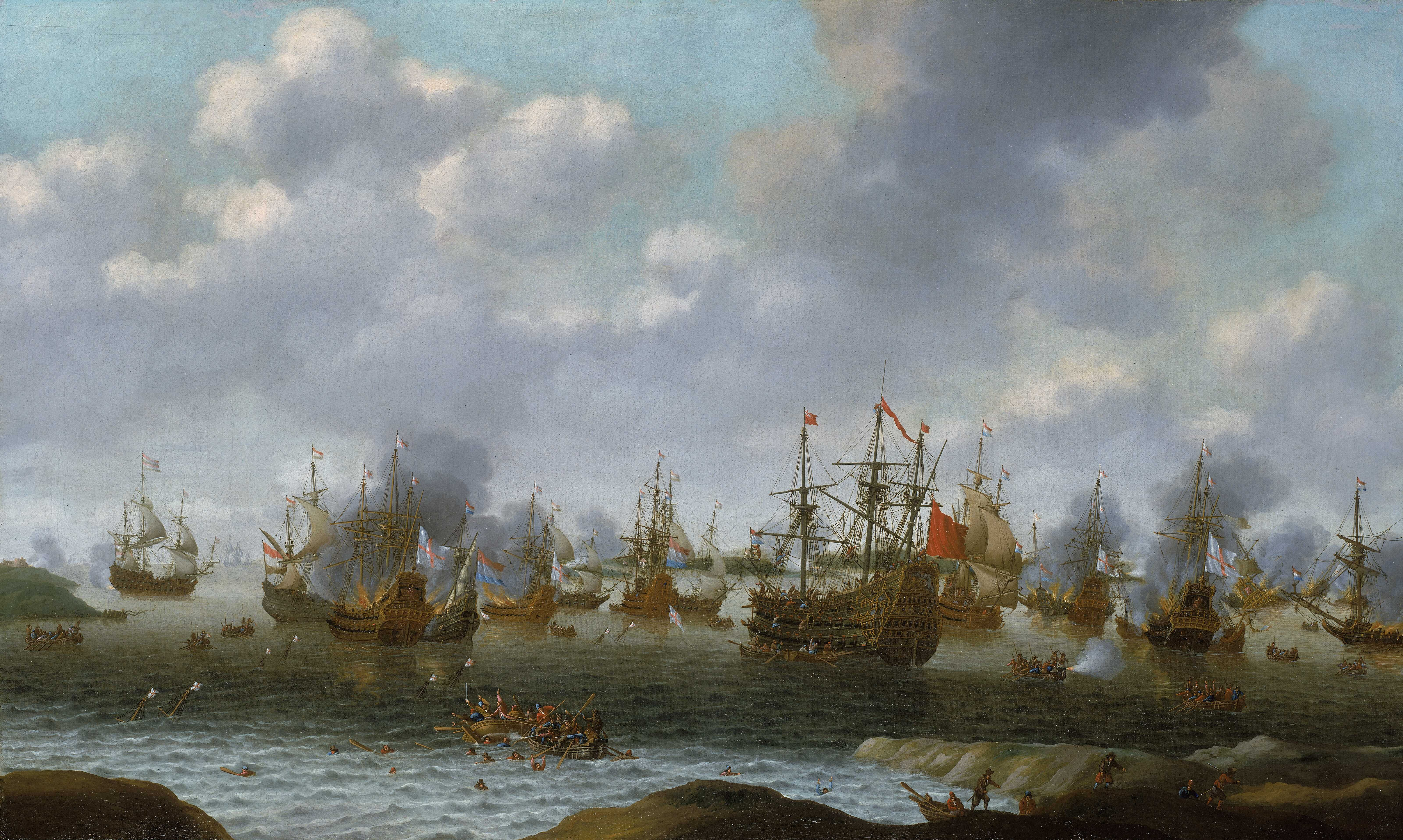
Atac holandès al Medway, juny de 1667, durant la segona guerra anglo-holandesa.

Des de la seva independència de Felip II el 1581, les set províncies formaren la República de les Set Províncies Unides dels Països Baixos. La república era una confederació de les províncies d'Holanda, Zelanda, Groningen, Frísia, Utrecht, Overijssel i Gelderland. Totes aquestes províncies eren autònomes i tenien el seu propi govern, l'«Estat de la Província». L'«Estat General», el govern confederal, tenia la seu a La Haia i era format per representants de cadascuna de les províncies. La part poc poblada de Drenthe també formava part de la república, malgrat no ésser considerada una província. Drenthe tenia el seu propi Estat, però el seu cap era designat per l'Estat General. La república ocupava també les anomenades Terres de la Generalitat (Generaliteitslanden). Aquests territoris eren governats directament per l'Estat General, és a dir, no tenien autogovern ni representant al govern confederal. La majoria d'aquests territoris foren ocupats durant la guerra dels vuitanta anys. Eren majoritàriament catòlics i eren usats com a zona de seguretat entre la República i els Països Baixos espanyols.
El país esdevingué un dels majors poders marítims i econòmics del segle xvii. Durant la també anomenada Edat d'Or Holandesa (Gouden Eeuw) s'establiren colònies i mercats per tot arreu del globus (l'anomenat Imperi neerlandès). S'establiren assentaments a Amèrica del Nord començant per la fundació de Nova Amsterdam, a l'actual Manhattan, el 1614. A Sud-àfrica es creà l'assentament de la Colònia del Cap el 1652. Durant el segle xvii, la població neerlandesa s'incrementà en una xifra estimada que arribà cap als 1,5 i els 2 milions.
Molts historiadors econòmics esmenten els Països Baixos com el primer país capitalista del món. L'Europa moderna primerenca tingué la ciutat comercial més rica i la primera borsa a temps complet a Amsterdam. La inventiva dels comerciants portà a les primeres assegurances i plans de pensions, així com altres fenòmens menys benignes com les primeres bombolles econòmiques. La primera bombolla d'inflació del món fou l'anomenada Tulipomania dels anys 1636-1637, i segons Murray Sayle, el primer especulador econòmic mundial Isaac le Maire, qui forçà una caiguda dels preus de les accions per comprar-les després per sota del preu de mercat.
La república començà a declinar a finals del segle xviii, a causa de la competència econòmica d'Anglaterra i a la llarga rivalitat de les dues principals faccions de la societat holandesa, els Staatsgezinden (Republicans) i els Prinsgezinden (Reialistes o Orangistes).

### Sota la influència francesa (1795-1815)
El 19 de gener de 1795, un dia després que l'stadhouder Guillem V d'Orange-Nassau fugís a Anglaterra, fou proclamada la Bataafse Republiek (República Batava), portant els Països Baixos a un estat unitari. De 1795 a 1806, la República Batava convertí els Països Baixos en una república seguint el model de la Primera República Francesa.
De 1806 a 1810, el Koninkrijk Holland (Regne d'Holanda) fou establert per Napoleó Bonaparte com un regne titella governat pel seu germà, Louis Bonaparte, per tal de controlar els Països Baixos de forma més eficient. El nom de la província més destacada, Holanda, fou escollida per representar el país al complet. El Regne d'Holanda comprenia l'àrea dels actuals Països Baixos, amb l'excepció de Limburg i parts de Zelanda, que eren territoris francesos. El 1807, la prussiana Frísia Oriental i Jever foren afegides al regne. El 1809 això no obstant, després de la invasió anglesa, Holanda va haver de cedir tots els seus territoris per sota del riu Rin a França.
El rei Lluís Napoleó no acomplí les expectatives de Napoleó —intentà servir els interessos dels holandesos en lloc dels del seu germà— i va haver d'abdicar l'1 de juliol de 1810. Fou succeït pel seu fill de cinc anys Napoleó Louis Bonaparte. Aquest regnà com a Lluís II durant deu dies mentre l'emperador Napoleó Bonaparte ignorà l'ascens del seu jove nebot al tron. L'emperador envià un exèrcit per envair el país i dissolgué el Regne d'Holanda. Els Països Baixos esdevingueren aleshores part de l'Imperi Francès. Aquest període durà de 1810 a 1813, quan Napoleó fou derrotat en la batalla de Leipzig.

### Regne dels Països Baixos
El fill de Guillem V d'Orange-Nassau, Guillem I dels Països Baixos, retornà als Països Baixos el 1813 per esdevenir príncep sobirà dels Països Baixos. El 16 de març de 1815, el príncep sobirà esdevingué rei dels Països Baixos.
El 1815, al Congrés de Viena es formà el Regne Unit dels Països Baixos, expandint els Països Baixos amb Bèlgica per tal de crear un estat fort al cantó nord de França. A més, Guillem esdevingué per herència Gran Duc de Luxemburg. El Congrés de Viena atorgà Luxemburg a Guillem com a propietat personal a canvi de les seves possessions alemanyes de Nassau-Dillenburg, Siegen, Hadamar i Diez.
Bèlgica es rebel·là i obtingué la seva independència el 1830, mentre que la unió personal entre Luxemburg i els Països Baixos fou separada el 1890, quan Guillem III dels Països Baixos morí sense descendència masculina. La llei sàlica impedí que la seva filla Guillemina I dels Països Baixos esdevingués Gran Duquessa. Aleshores, el tron de Luxemburg passà de la Casa d'Orange-Nassau a la Casa de Nassau-Weilburg, una altra branca de la Casa de Nassau.

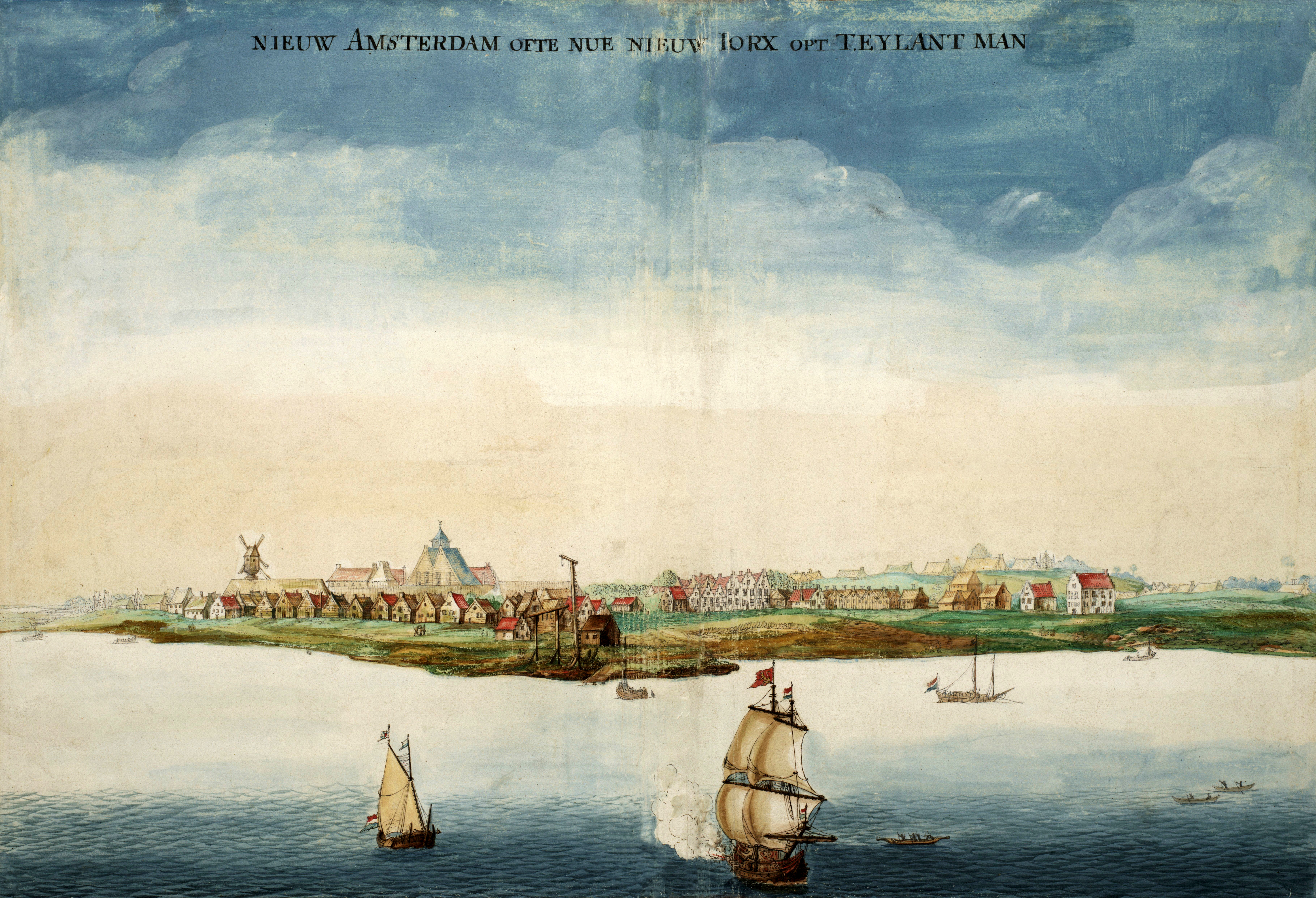
Nova Amsterdam el 1664, abans que fos canviada amb els britànics per Surinam. Sota els britànics es convertí en la ciutat de Nova York.

El major assentament holandès mar enllà fou la Colònia del Cap. Fou creada per Jan van Riebeeck en nom de la Companyia Holandesa de les Índies Orientals a Ciutat del Cap (en neerlandès Kaapstad) el 1652. El Príncep d'Orange consentí l'ocupació i control britànics de la Colònia del Cap al 1788. Els Països Baixos també posseïen altres colònies, però els assentaments holandesos en aquests territoris eren limitats. Les més importants eren les de les Índies Orientals Neerlandeses (avui Indonèsia) i Surinam (Surinam fou intercanviat amb els britànics per la ciutat de Nova Amsterdam, avui dia la ciutat de Nova York). Aquestes colònies foren en primer lloc administrades per la Companyia Holandesa de les Índies Orientals i la Companyia Holandesa de les Índies Occidentals, ambdues empreses privades col·lectives. Tres segles més tard aquestes companyies van tenir problemes econòmics i en els territoris on elles operaven el control fou assumit pel govern neerlandès (el 1815 i 1791 respectivament). Aleshores esdevingueren oficialment colònies. Durant aquest període colonial els Països Baixos s'involucraren activament en el comerç d'esclaus.
Durant el segle xix, els Països Baixos s'industrialitzaren lentament, comparat amb els seus països veïns, principalment a causa de la gran complexitat que significava modernitzar les seves infraestructures, consistents en grans canals d'aigua i la gran confiança que la seva indústria tenia en l'energia del vent.
Malgrat que els Països Baixos romangueren neutrals durant la I Guerra Mundial, en realitat hi va tenir un paper destacat. El Comte Schlieffen havia planejat envair els Països Baixos mentre avançava cap a França. Aquest pla fou canviat per Helmuth von Moltke el Jove amb la intenció de mantenir la neutralitat neerlandesa. Aquesta fou essencial per a la supervivència alemanya fins al blocatge dels Estats Units i Gran Bretanya del 1916 quan la importació de béns a través dels Països Baixos ja no fou possible. Això no obstant, aquests seguiren neutrals durant la comtessa, gràcies a la seva diplomàcia i la seva habilitat pel comerç.

### Segona Guerra Mundial

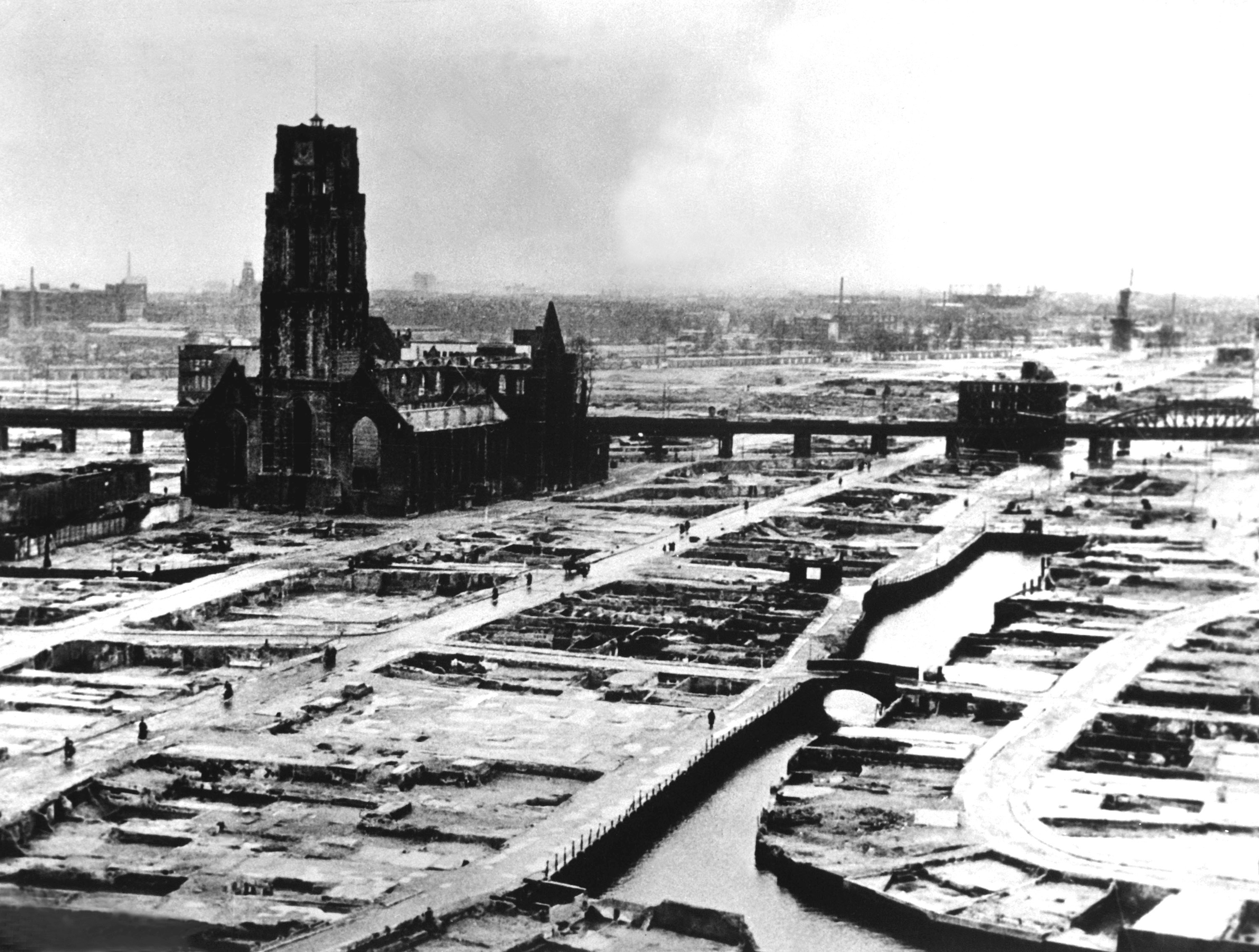
Rotterdam després dels atacs aeris alemanys el 1940.

Els Països Baixos intentaren també mantenir-se neutrals durant la Segona Guerra Mundial. Això no obstant, l'Alemanya nazi els envaí el 1940 durant la seva campanya de l'Europa Occidental i el país capitulà en només cinc dies. El regne com a tal, continuà la guerra des del seu imperi colonial i el govern continuà en el seu exili a Londres.
Durant l'ocupació, al voltant de 100.000 jueus neerlandesos foren portats a camps de concentració a Alemanya, Polònia i Txecoslovàquia. Quan aquests camps foren alliberats, només 876 n'havien sobreviscut.
L'hivern de l'any 1944 als Països Baixos hi va haver un episodi de fam, conegut com el Hongerwinter, provocada pel bloqueig dels ocupants alemanys. A conseqüència d'aquesta fam moriren unes 22.000 persones.
El govern en l'exili va perdre el control de la seva més gran colònia, les Índies Orientals Neerlandeses (Indonèsia), a mans de l'Imperi Japonès el març de 1942. Un cop acabada la guerra, Indonèsia proclamà la seva independència, que assolí el 1949.
La família reial dels Països Baixos es traslladà eventualment a Ottawa tot esperant l'alliberament dels Països Baixos, i la princesa Margarida nasqué durant aquest exili canadenc. El 1944-45, l'exèrcit canadenc fou el responsable d'alliberar la major part dels Països Baixos de l'ocupació alemanya.

### Història recent

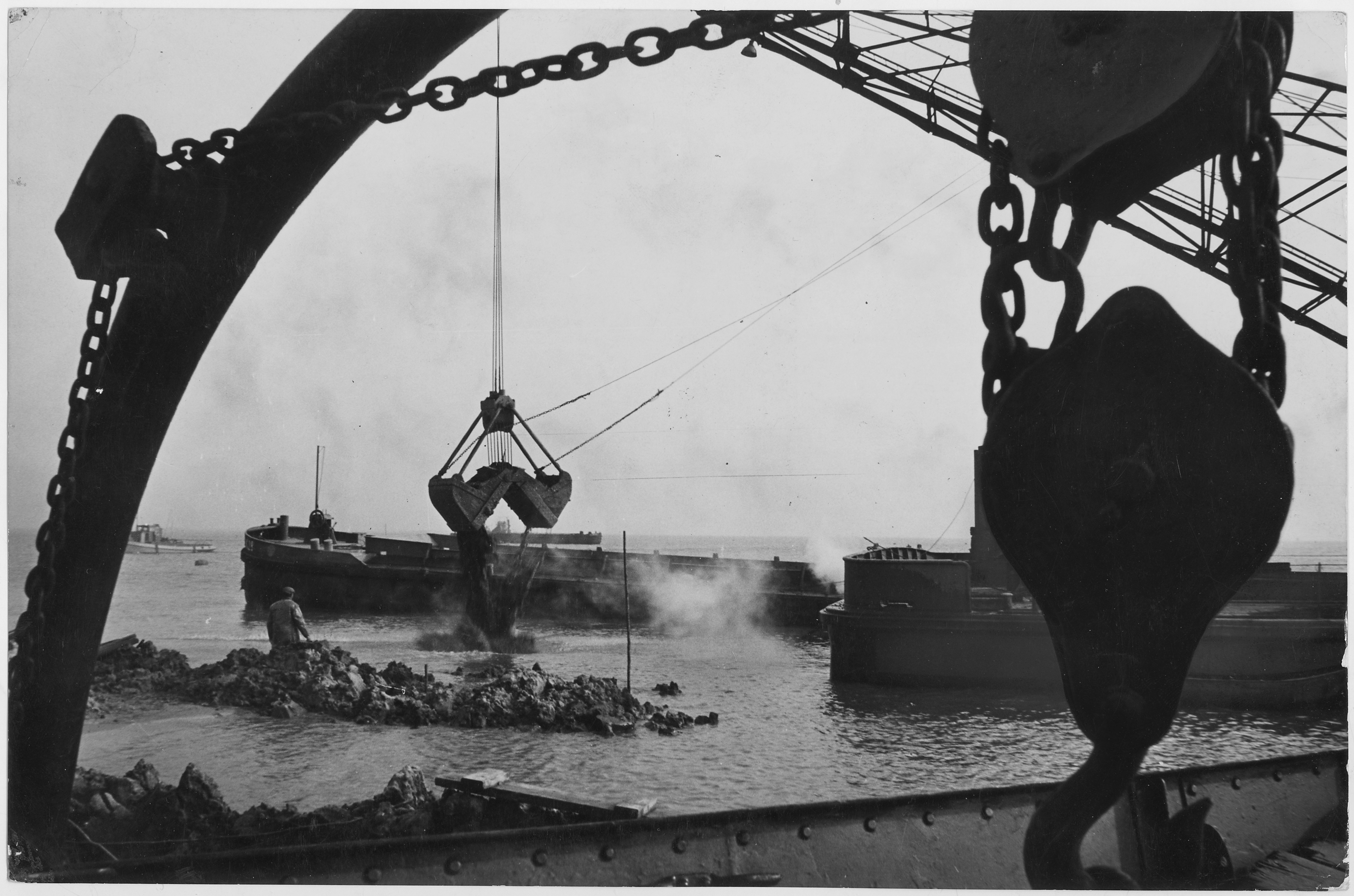
Els treballs de Zuiderzee es desenvoluparen entre 1920 i 1975 i portaren a la creació d'una nova província. Aquesta fou creada el 1986 amb el nom de Flevoland.

Després de la guerra, l'economia neerlandesa prosperà, deixant enrere l'era de neutralitat i apropant-se als seus estats veïns. Els Països Baixos foren uns dels fundadors del Benelux (België, Nederland [Països Baixos] i Luxemburg), i fou un dels dotze fundadors de l'OTAN i un dels sis fundadors de la Comunitat Europea del Carbó i de l'Acer, que evolucionà, a través de la Comunitat Econòmica Europea, cap a la Unió Europea.
La darrera gran inundació als Països Baixos esdevingué el febrer de 1953, quan una gran tempesta provocà el col·lapse de diversos dics al sud-oest dels Països Baixos. Més de 1.800 persones s'ofegaren. El govern neerlandès decidí crear un important programa de treballs (Deltawerken, Treballs del Delta) per protegir el país davant de futures inundacions. Els treballs es perllongaren durant més de trenta anys.
Als anys 60 i 70 el país visqué una època de canvi cultural. Especialment els joves rebutjaren les tradicionals línies religioses i classistes i pressionaren a favor de nous canvis en matèria de drets de les dones, sexualitat, desarmament o temes medi-ambientals, que portaren a liberalitzar temes com la política de drogues, l'eutanàsia o els afers relacionats amb l'homosexualitat.

## Govern i política

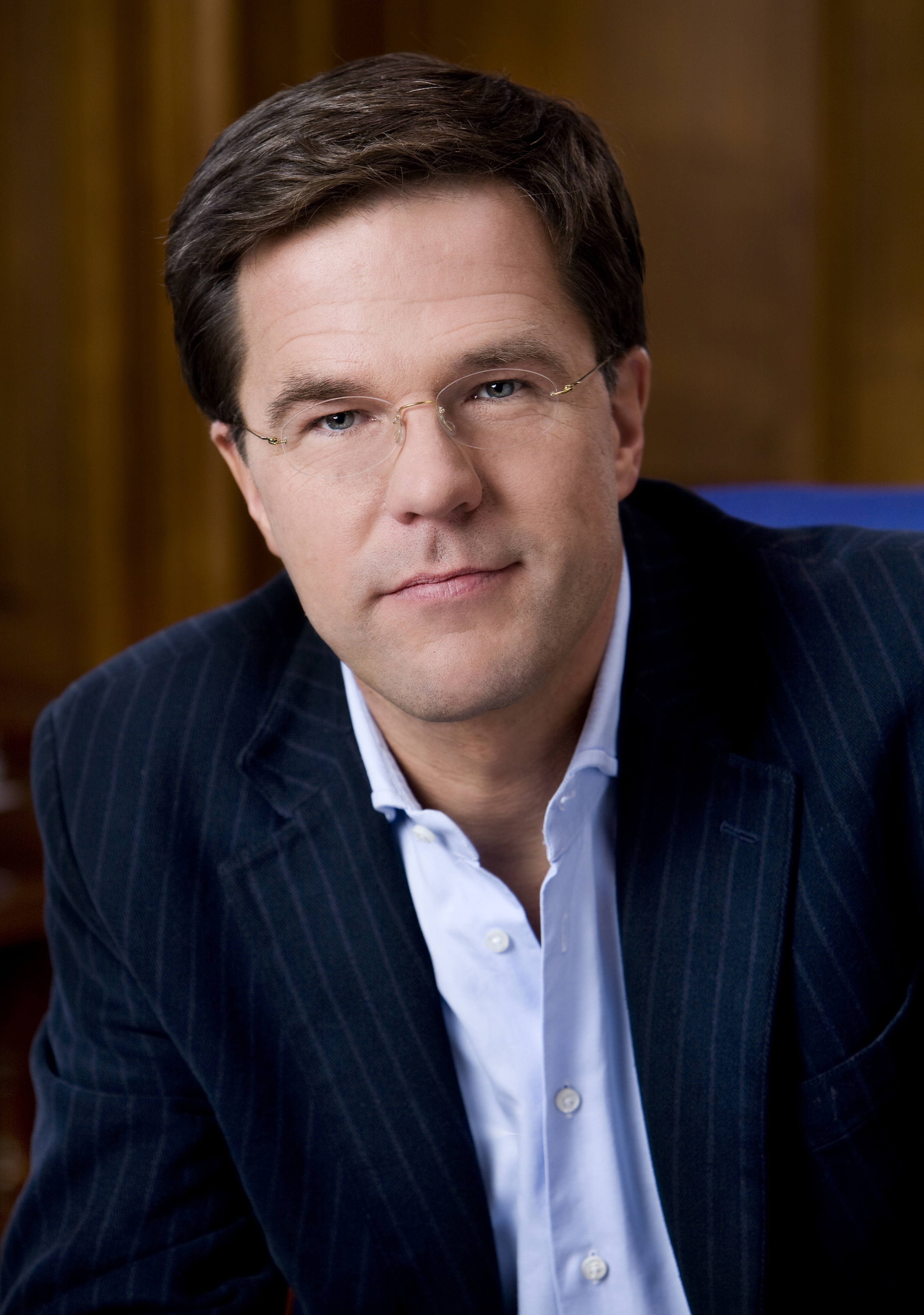
Primer Ministre entre el 2010 i el 2023, Mark Rutte.

Els Països Baixos formen una monarquia parlamentària, composta per dotze províncies administratives, amb un sistema legislatiu bicameral i un govern multinivell. El règim polític neerlandès data del 1814 en què es va aprovar la primera constitució, poc després del Congrés de Viena. Es va establir el Regne dels Països Baixos, independent de França, es va restaurar la monarquia i es van unificar els Països Baixos septentrionals i meridionals. El 1830 les províncies del sud van formar el Regne de Bèlgica. Des de la constitució de 1814, hi ha hagut nombroses revisions i reformulacions d’aquesta. Destaca la modificació de 1848 en la qual es va suprimir el dret reial de nomenar ministres, es va introduir el sistema parlamentari i de responsabilitat ministerial, la garantia de llibertats individuals i una reforma del sistema electoral. El 1887 es va ampliar el dret electoral i el 1916 es va implantar el sufragi universal i obligatori, la representació proporcional i la igualtat entre les escoles públiques i privades. El 1972 es va suprimir el vot obligatori i es va modificar l'edat de vot (de 21 a 18 anys), també es van redefinir les relacions financeres entre l'Església i l’Estat i es va implantar la llibertat d’educació.
Les seves polítiques liberals han cridat l'atenció mundial particularment a l'àrea de consum de drogues, prostitució i eutanàsia. El país es descriu com un estat de consolidació polític-social, arribant fins i tot a projectar-se com un statu quo dels països del món. Les polítiques del seu govern es caracteritzen per un esforç a aconseguir ampli consens en decisions importants, dins de la comunitat política i de la societat íntegrament. L'Estat a més es caracteritza políticament i socialment per reformar institucions com la família i permetre amb això l'entrada de noves maneres de convivència social tals com el matrimoni del mateix sexe, la transsexualitat, la prostitució, la clonació, l'eutanàsia i l'ús de drogues recreacionals.
Dins de la seva conformació política, el rei Guillem Alexandre exerceix el poder executiu i ratifica la lliure elecció del Primer Ministre pel poble. El poder legislatiu està representat pel que fins avui dia es denominen Estats Generals, les quals consisteixen en dues cambres de representació legislativa (el Senat i la Cambra de Representants). L'any 2017, després de les eleccions del 15 de març, es va donar una situació inusual al país: els partits de centredreta van trigar 208 dies a arribar a un acord. Un cop el quatripartit va ser format es va investir primer ministre a Mark Rutte, del partit liberal VVD.
La Constitució del país va ser promulgada per primera vegada el 1815. No obstant això, la primera constitució neerlandesa va ser promulgada el 1798, durant la República Batava. El país es regeix d'acord amb l'Estatut del Regne de 1954 i a la Constitució de 1815, els quals han estat reformats en innombrable quantitat d'ocasions. El sufragi masculí es va implantar el 1917 i l'universal el 1919.

### Poder legislatiu
El poder legislatiu neerlandès consta d’un parlament amb dues cambres que s’anomenen Estats Generals (en neerlandès: Staten-Generaal) i que s’elegeixen en un sistema de representació proporcional. La Primera Cambra (o Senat, en neerlandès: Eerste Kamer) està formada per 75 membres elegits indirectament a través de les dotze Diputacions Provincials de l’Estat. La Segona Cambra (o Cambra de Representants, en neerlandès: Tweede Kamer) consta de 150 membres i l'elegeix directament la ciutadania neerlandesa. Ambdues cambres es formen per una durada de quatre anys i tenen atribuïdes les funcions d’aprovar lleis, mocions, elegir el govern i controlar-lo. La Segona Cambra té un major pes polític, ja que només aquesta pot proposar i esmenar les lleis. Per altra banda, la Primera Cambra només té la facultat de ratificar-les, sense poder introduir-ne cap canvi ni proposar-ne de noves. Finalment, la Segona Cambra té algunes competències addicionals —com nombrar els membres del Tribunal Suprem— i també ha anat guanyant primacia política en les relacions amb el govern. Es tracta doncs d’un bicameralisme imperfecte/asimètric.

### Sistema de partits
Des de la formació dels partits polítics, els Països Baixos han estat sempre un país multipartidista. Des de la Segona Guerra Mundial, cap partit polític ha aconseguit mai prou vots per formar un govern de manera solitària. El sistema electoral dels Països Baixos amb un llindar molt baix, un únic districte i una fórmula electoral proporcional ha facilitat que nous partits neerlandesos guanyin representació i, en conseqüència, el nombre efectiu de partits hagi estat elevat.
Tradicionalment, havien estat les clivelles de classe i religioses que havien estructurat el sistema de partits. S’havia qualificat els Països Baixos de societat pilaritzada, en el sentit que les divisions sociopolítiques separaven, però a la vegada sostenien la societat, com si es tractessin de pilars. Als anys 60, però, aquestes clivelles van començar a perdre centralitat i va començar a prendre força la clivella materialista/postmaterialista. De fet, els Països Baixos van ser qualificats per Inglehart com l'estat on destaca més aquesta clivella. Tot i que la clivella religiosa ha perdut molt de pes, la clivella ideològica segueix sent útil per explicar el sistema de partits.
Fins als anys 80 la majoria de vots es repartien entre tres partits: el partit social-demòcrata (Partij van de Arbeid, PvdA), el demòcrata-cristià (Christen Democratisch Appèl, CDA) i el liberal-conservador (Volkspartij voor Vrijheid en Democratie, VVD). El CDA i el VVD se situen a la centre-dreta, mentre que el PvdA a la centre-esquerra. El VVD i el PvdA s’han alternat regularment entre el govern i l’oposició. Pel que fa al CDA, que és la fusió de tres partits (KVP, CHU i RKSP) ha estat present en les coalicions de govern des de la Segona Guerra Mundial fins a les eleccions de 1994, en les quals va passar a l’oposició davant la coalició entre el PvdA, D66 i VVD. A part del PvdA, hi ha tres partits ubicats a l'esquerra: els ecologistes d’esquerres (GroenLinks, GL), els progressistes-liberals (Democraten 66, D66) i els socialistes (Socialistische Partij, SP). A la dreta, i dintre la clivella religiosa, hi ha dos partits cristians més: el ChristenUnie (CU) i el Staatkundig Gereformeerde Partij (SGP), que obtenen vots a les àrees rurals. Així mateix, dos partits més a la dreta, de caràcter populista, el Lijst Pim Fortuyn (LPF) i el Partij voor de Vrijheid (PVV) d’extrema dreta. Aquests van sorgir entre el 2002 i 2006.
Fins al 1972 el PvdA i el KVP (posteriorment CDA) eren els partits majoritaris en diputa en la primera posició. A partir del segle XXI la fragmentació ha anat augmentant, el CDA i el PvdA han anat perdent espai en benefici d'altres partits de creació més recent. La davallada recent del PvdA s’ha associat a una pèrdua de credibilitat per haver recolzat el govern dels liberals, uns dels seus adversaris històrics. Això ha beneficiat altres partits d’esquerra com el partit Groenlinks i D66. El Partit Liberal per la Llibertat i la Democràcia (VVD), actualment liderat per Mark Rutte, ha estat més de deu anys al poder. Amb pactes amb el CDA, PVV i el PvdA.

## Geografia

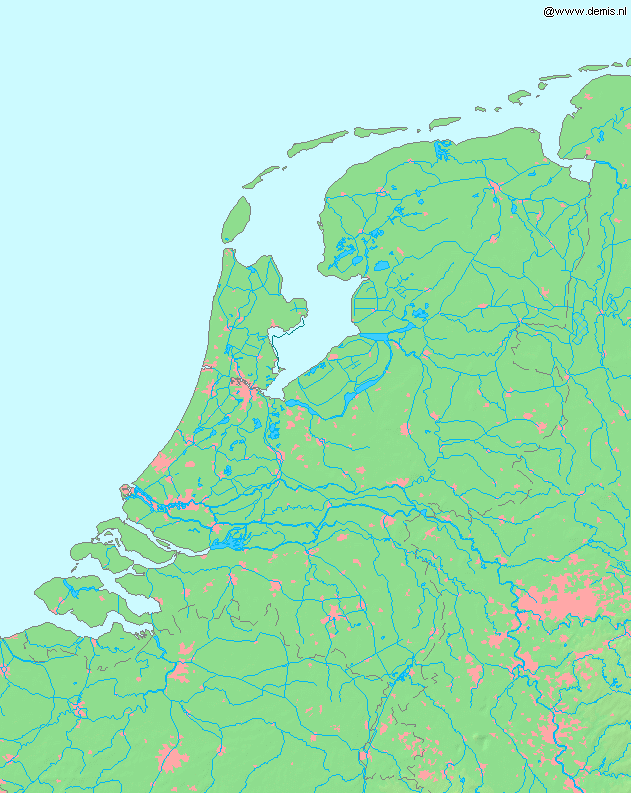
Rius als Països Baixos.

El nom del país, Nederlanden 'Terres baixes', és degut al fet que part del nord i oest del territori del país es troba per sota del nivell del mar. Al sud-est del país s'estenen els anomenats Països alts superiors, que s'eleven un poc per sobre del nivell del mar. Un complex sistema de drenatge d'aigua, la construcció del qual es va iniciar en l'època medieval, ha permès incrementar la superfície del país en més d'un 20%. Sense un drenatge constant la meitat dels Països Baixos seria inundat pel mar i pels nombrosos rius que creuen el seu territori, com és el cas del Rin que desemboca a Rotterdam, el que ha fet d'aquesta ciutat el port de major moviment en el continent.

### Rius
El país és dividit en dues parts principals pels seus tres rius més grans, el Rin (Rijn) i el seu principal afluent, el Waal, així com el Mosa (Maas). Aquests rius fan la funció de barrera natural entre les terres del nord i les del sud.
La part sud-oest dels Països Baixos està formada pel gran delta que formen aquests rius i l'Escalda (Schelde), que es divideix en dos braços, la Westerschelde i l'Oosterschelde. Només un braç del Rin, l'IJssel, desemboca més al nord-est a l'estany d'IJsselmeer, l'antic Zuiderzee (mar del sud).

### Inundacions

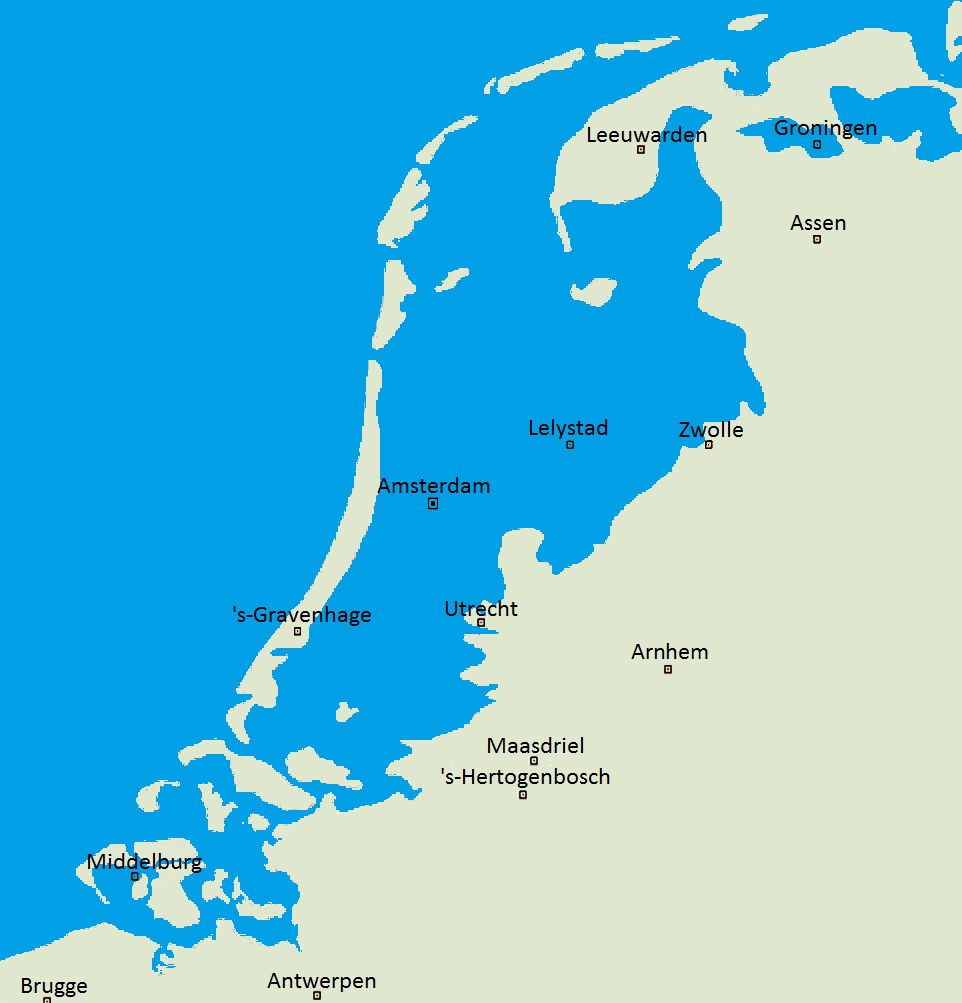
Àrees dels Països Baixos que estan per sobre del nivell del mar.

Amb el pas dels segles, la línia de costa dels Països Baixos han canviat considerablement com a resultat de la intervenció humana o desastres naturals. La més notable en termes de pèrdua de terra fou la tempesta de 1134, que provocà la creació de l'arxipèlag de Zelanda al sud-oest. La inundació de St. Elizabeth de 1421 i la mala gestió posterior destruí el pòlder inundant grans parts del centre-sud del país. Més recentment, parts de Zelanda s'inundaren durant la Inundació dels Països Baixos del 1953, a conseqüència de la qual el Rijkswaterstaat executà els treballs de l'anomenat Pla Delta de 1958 a 1997.
Aquests desastres foren potenciats en part per la influència humana. La gent havia drenat les terres altes pantanoses per poder ser usades com a cultius. Aquest drenatge provocà que la torba fèrtil es comprimís i que el nivell del terra baixés. Per protegir-se de les inundacions es construïren una sèrie de defenses en contra de l'aigua. Com el nivell del terra baixava, els dics hagueren de créixer formant un sistema integrat. Al segle xiii, els molins de vent van ser usats per treure aigua d'àrees per sota del nivell del mar. Els molins de vent foren usats més tard per drenar llacs, creant els famosos pòlders. L'any 1932, l'Afsluitdijk fou conclòs, tancant l'antic Zuiderzee (mar del Sud) del Mar del Nord, creant el llac IJsselmeer. Formà part dels anomenats treballs del Zuiderzee on quatre pòlders foren robats al mar amb un total de 2.500 km².

### Clima
La direcció del vent predominant als Països Baixos és del sud-oest, el que provoca un clima oceànic moderat, amb estius frescs i hiverns moderats. Les taules següents estan basades en temperatures moderades de l'institut KNMI a l'estació meteorològica de De Bilt entre 1971 i 2000:
| Mes                      | Gen | Feb  | Mar | Abr  | Mai  | Jun  | Jul  | Ago  | Set  | Oct  | Nov | Des | Any  |
| ------------------------ | --- | ---- | --- | ---- | ---- | ---- | ---- | ---- | ---- | ---- | --- | --- | ---- |
| Temp. màximes mitj. (°C) | 5.2 | 6.1  | 9.6 | 12.9 | 17.6 | 19.8 | 22.1 | 22.3 | 18.7 | 14.2 | 9.1 | 6.4 | 13.7 |
| Temp. mínimes mitj. (°C) | 0.0 | -0.1 | 2.0 | 3.5  | 7.5  | 10.2 | 12.5 | 12.0 | 9.6  | 6.5  | 3.2 | 1.3 | 5.7  |
| Temp. mitjana (°C)       | 2.8 | 3.0  | 5.8 | 8.3  | 12.7 | 15.2 | 17.4 | 17.2 | 14.2 | 10.3 | 6.2 | 4.0 | 9.8  |

| Mes                       | Gen | Feb | Mar | Abr | Mai | Jun | Jul | Ago | Set | Oct | Nov | Des | Any  |
| ------------------------- | --- | --- | --- | --- | --- | --- | --- | --- | --- | --- | --- | --- | ---- |
| Precipitacions mitj. (mm) | 67  | 48  | 65  | 45  | 62  | 72  | 70  | 58  | 72  | 77  | 81  | 77  | 793  |
| Hores de sol mitj.        | 52  | 79  | 114 | 158 | 204 | 187 | 196 | 192 | 133 | 106 | 60  | 44  | 1524 |

## Subdivisió administrativa
.

Mapa dels Països Baixos

Províncies dels Països Baixos.

Províncies del Països Baixos i les seves capitals.

A efectes administratius, els Països Baixos estan dividits en 12 províncies, cadascuna dirigida per un Comissari del Rei (Commissaris van de Koning), excepte a la província de Limburg on el Comissari és anomenat Gouverneur (Governador). Totes les províncies es divideixen en municipis (gemeenten), 380 en total (a 1r de gener de 2018).
El país també es divideix en 21 districtes aquàtics (el 2018), governats per una junta de l'aigua (waterschap o hoogheemraadschap), cadascun dels quals té autoritat en matèria de l'aigua. La creació d'aquests organismes data del 1196 i són un dels organismes democràtics més antics del món que encara existeixen. Les eleccions a les juntes d'aigua se celebren cada quatre anys.
L'estructura administrativa de les tres illes BES és diferent. Les illes tenen l'estatus de cossos públics (openbare lichamen) i generalment s'anomenen «municipis especials». No formen part de cap província.
Províncies dels Països Baixos
| Bandera          | Província        | Capital    | Ciutat més gran | Àrea (km²) | Població  | Densitat (per km²) |
| ---------------- | ---------------- | ---------- | --------------- | ---------- | --------- | ------------------ |
| Brabant del Nord | Brabant del Nord | Den Bosch  | Eindhoven       | 4 916      | 2 419 042 | 492                |
| Drenthe          | Drenthe          | Assen      | Assen           | 2 641      | 486 197   | 184                |
| Flevoland        | Flevoland        | Lelystad   | Almere          | 1 417      | 374 424   | 264                |
| Frísia           | Frísia           | Ljouwert   | Ljouwert        | 3 341      | 642 209   | 192                |
| Gelderland       | Gelderland       | Arnhem     | Nimega          | 4 971      | 1 979 059 | 398                |
| Groningen        | Groningen        | Groningen  | Groningen       | 2 333      | 573 614   | 246                |
| Holanda del Sud  | Holanda del Sud  | La Haia    | Rotterdam       | 2 814      | 3 455 097 | 1228               |
| Holanda del Nord | Holanda del Nord | Haarlem    | Amsterdam       | 2 671      | 2 613 070 | 978                |
| Limburg          | Limburg          | Maastricht | Maastricht      | 2 150      | 1 127 805 | 525                |
| Overijssel       | Overijssel       | Zwolle     | Enschede        | 3 325      | 1 116 374 | 336                |
| Utrecht          | Utrecht          | Utrecht    | Utrecht         | 1 385      | 1 190 604 | 860                |
| Zelanda          | Zelanda          | Middelburg | Middelburg      | 1 787      | 380 497   | 213                |

Cossos públics dels Països Baixos
| Bandera        | Cos públic     | Capital    | Ciutat més gran | Àrea (km²) | Població | Densitat (per km²) |
| -------------- | -------------- | ---------- | --------------- | ---------- | -------- | ------------------ |
| Bonaire        | Bonaire        | Kralendijk | Kralendijk      | 288        | 15 414   | 54                 |
| Sint Eustatius | Sint Eustatius | Oranjestad | Oranjestad      | 21         | 3 300    | 157                |
| Saba           | Saba           | The Bottom | The Bottom      | 13         | 2 000    | 154                |

## Economia
Els Països Baixos tenen una economia oberta i moderna, fortament basada en el comerç exterior, especialment amb Alemanya, gràcies al seu paper de nus de comunicacions europeu, amb, d'entre altres, el port més important del continent (Rotterdam). Les indústries més importants són l'alimentària, la química, la petroliera i la fabricació d'aparells electrònics. L'agricultura, tot i tenir poc pes en el total econòmic, té més pes que en altres països desenvolupats, gràcies a una mecanització acusadíssima, que, tot i ocupar menys del 4% de la població activa produeix grans superàvits de menjar per a la indústria alimentària. El país se situa tercer a nivell mundial en valor d'exportacions agrícoles, darrere només dels Estats Units i França.

## Llengües
Els Països Baixos tenen dues llengües oficials: el neerlandès (arreu) i el frisó (a la província de Frísia, al costat del neerlandès).
A més, tant el limburguès com una sèrie de dialectes del baix saxó (groninguès, drentès, stellingwerfès, sallandès, twentès, veluwès i achterhoekès) tenen el reconeixement de «llengua regional».
Unes 17.500 persones empren la llengua de signes neerlandesa, que encara espera reconeixement oficial.
En el món de l'empresa i l'educació l'ús de l'anglès és força estès. Així per exemple el segon cicle de la majoria de carreres universitàries (4t i 5è cursos, anomenats Master) s'imparteix en anglès i no pas en neerlandès.
A més, la presència de molts immigrants ha dut moltes altres llengües al país. Hi són notables el malai i el crioll sranan, papiamentu (d'entre les llengües provinents d'antigues colònies o actuals territoris associats al Regne dels Països Baixos), i el turc, el kurd, l'àrab i l'amazic (d'entre les llengües dutes per immigrants econòmics del nord d'Àfrica o Anatòlia).

## Cultura

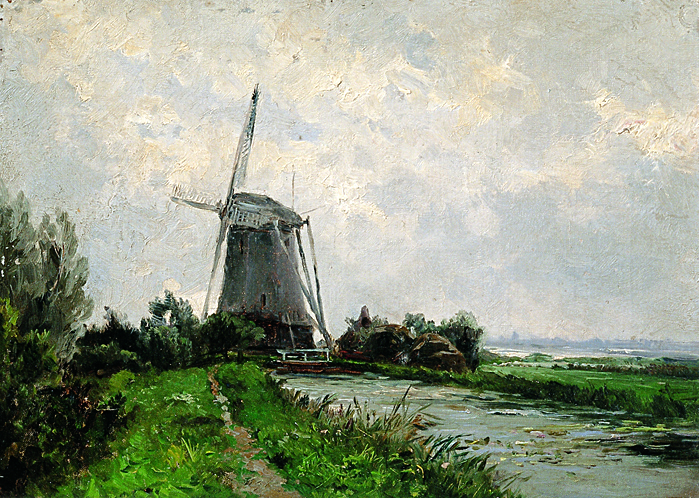
Paisaje de Holanda (Carlos de Haes, c. 1884), obra conservada al Museu d'Art Jaume Morera

Els molins de vent, les tulipes, els esclops, el formatge i la ceràmica de Delft formen part de l'imaginari turístic associat a la cultura neerlandesa.

### Pintura
El territori medieval de les Disset Províncies, va començar a escindir-se des del segle xvi. A causa de les guerres religioses i de la Guerra dels vuitanta anys. Per tant, la història de l'art flamenc i neerlandès és difícil de separar. La majoria dels artistes de l'època (com Bruegel) es descriuen com flamencs, tot i que podrien haver nascut als actuals Països Baixos. Alguns dels més famosos artistes indiscutiblement neerlandesos d'abans del segle xvii són Hieronymus Bosch, el pintor, i els germans de Limburg, tres miniaturistes famosos pel seu treball per al duc de Berry.

#### Edat d'Or
A finals del segle xvi, molts pintors dels Països Baixos espanyols van fugir la persecució religiosa i la intolerància cap al nord. Ambdues regions tenen una edat d'or de la pintura en aquest període. El més famós pintor neerlandès va ser de Rembrandt van Rijn, però altres pintors com Johannes Vermeer i Frans Hals són famosos a tot el món.
Al segle xvii, en temps de la República, es produí l'època dels «mestres holandesos», entre els quals destaquen: 
| - Hendrick Avercamp - Ferdinand Bol - Aelbert Cuyp - Gerard Dou - Carel Fabritius - Govert Flinck - Pieter de Hooch - Samuel van Hoogstraten - Jan Lievens - Nicolaes Maes - Adriaen van Ostade - Jacob Van Ruysdael | - Peter Paul Rubens - Pieter Jansz Saenredam - Jan Steen - Anthony van Dyck - Willem van de Velde el Vell, i els fills: - Willem van de Velde el Jove - Adriaen van de Velde - Jan Baptist Weenix. |

#### Seglesxixixx
Els artistes holandesos del segle xviii són menys coneguts. Els més importants van ser les pintures de paisatges terrestres i marins (marines). Només al final del segle xix va aparèixer un pintor molt important internacionalment, Vincent Van Gogh.
Al segle xx, els Països Baixos produeixen nombrosos pintors i artistes, incloent-hi Piet Mondriaan, un destacat contribuent al moviment artístic De Stijl, que va ser també entre l'avantguarda de la pintura «no representativa». El segle xx també ha produït alguns dels membres del moviment COBRA, incloent-hi Karel Appel i Corneille.

### Filosofia i ciència
Els Països Baixos són el país d'importants filòsofs com Erasme de Rotterdam i Baruch Spinoza (1632-1677). La majoria dels grans treballs de René Descartes els va fer en aquest país. El científic holandès Christiaan Huygens (1629-1695) descobrí la lluna de Saturn Tità i inventà el rellotge de pèndol. Antonie van Leeuwenhoek fou el primer a observar i descriure organismes unicel·lulars a través del microscopi.

### Literatura
A l'època daurada de la literatura neerlandesa destacaren Joost van den Vondel i P.C. Hooft. Al segle xix, Multatuli va escriure sobre el tracte dolent que patien els nadius a les colònies holandeses. Al segle xx han destacat escriptors importants com Annie M. G. Schmidt (1911-1995), Harry Mulisch (1927-2010), Jan Wolkers, Simon Vestdijk, Cees Nooteboom (1933), Gerard (van het) Reve i Willem Frederik Hermans. El diari d'Anne Frank és un dels llibres més traduïts a altres llengües.

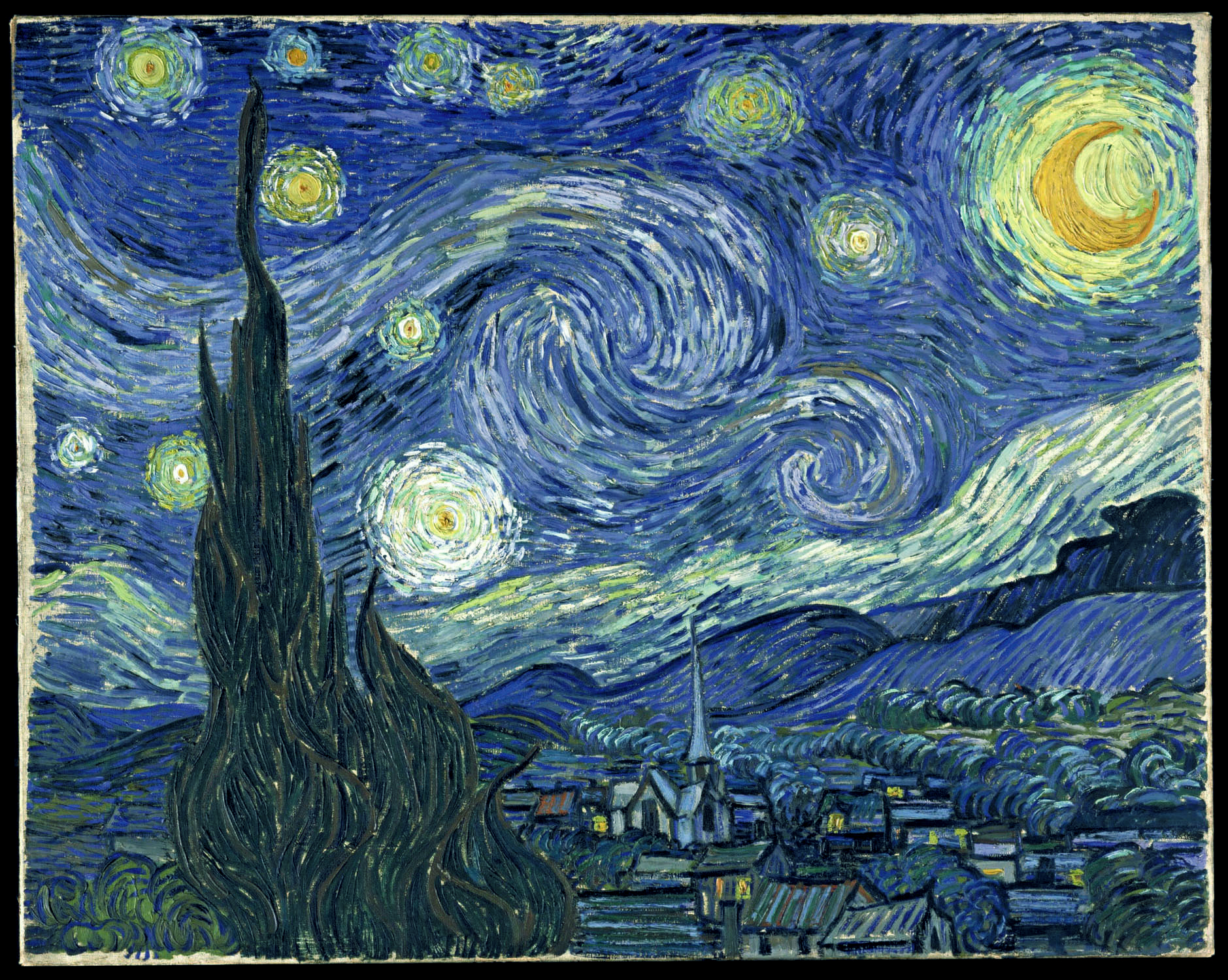
Pintura La nit estelada de Vincent Van Gogh (1854–1890)
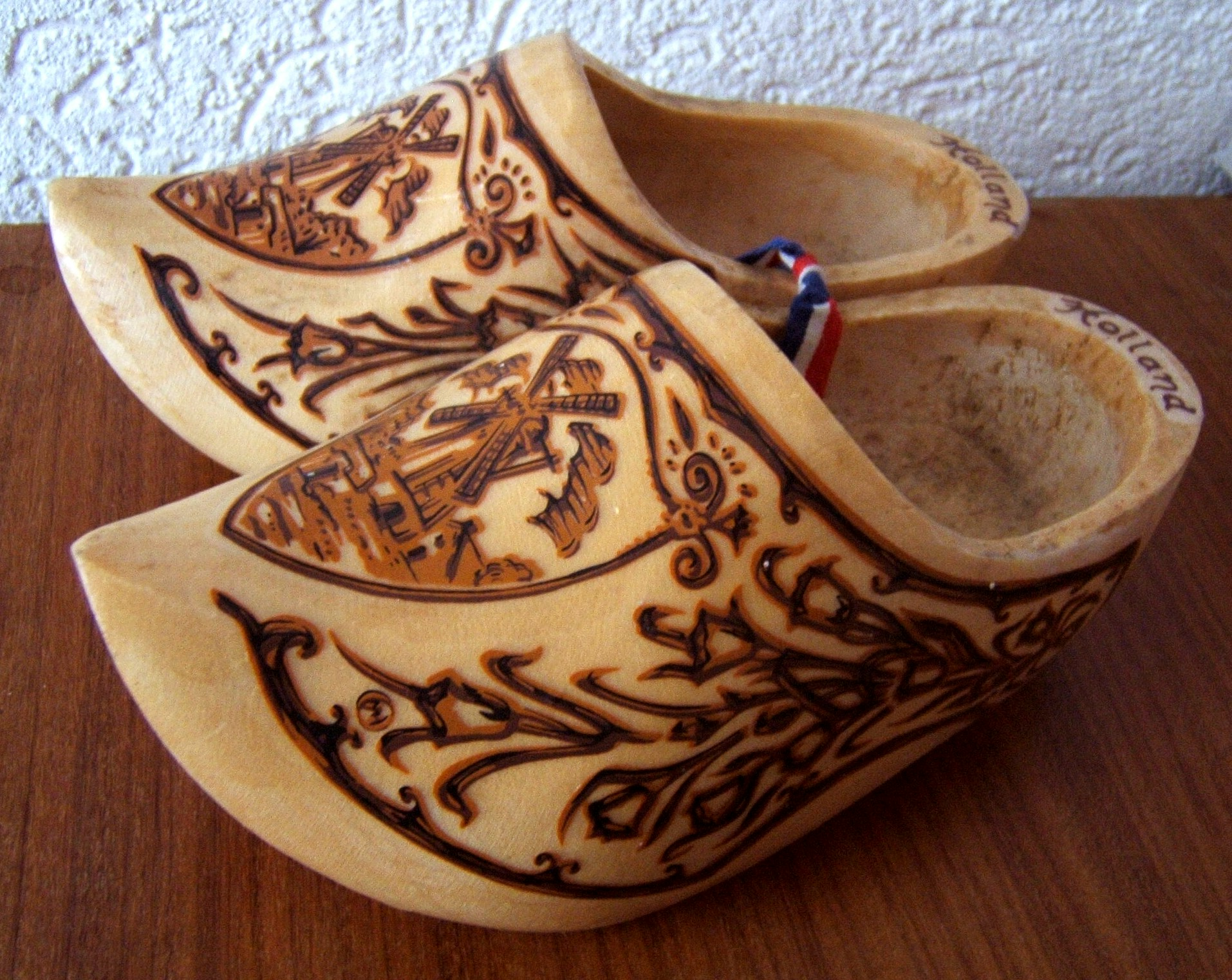
Esclop de fusta neerlandès
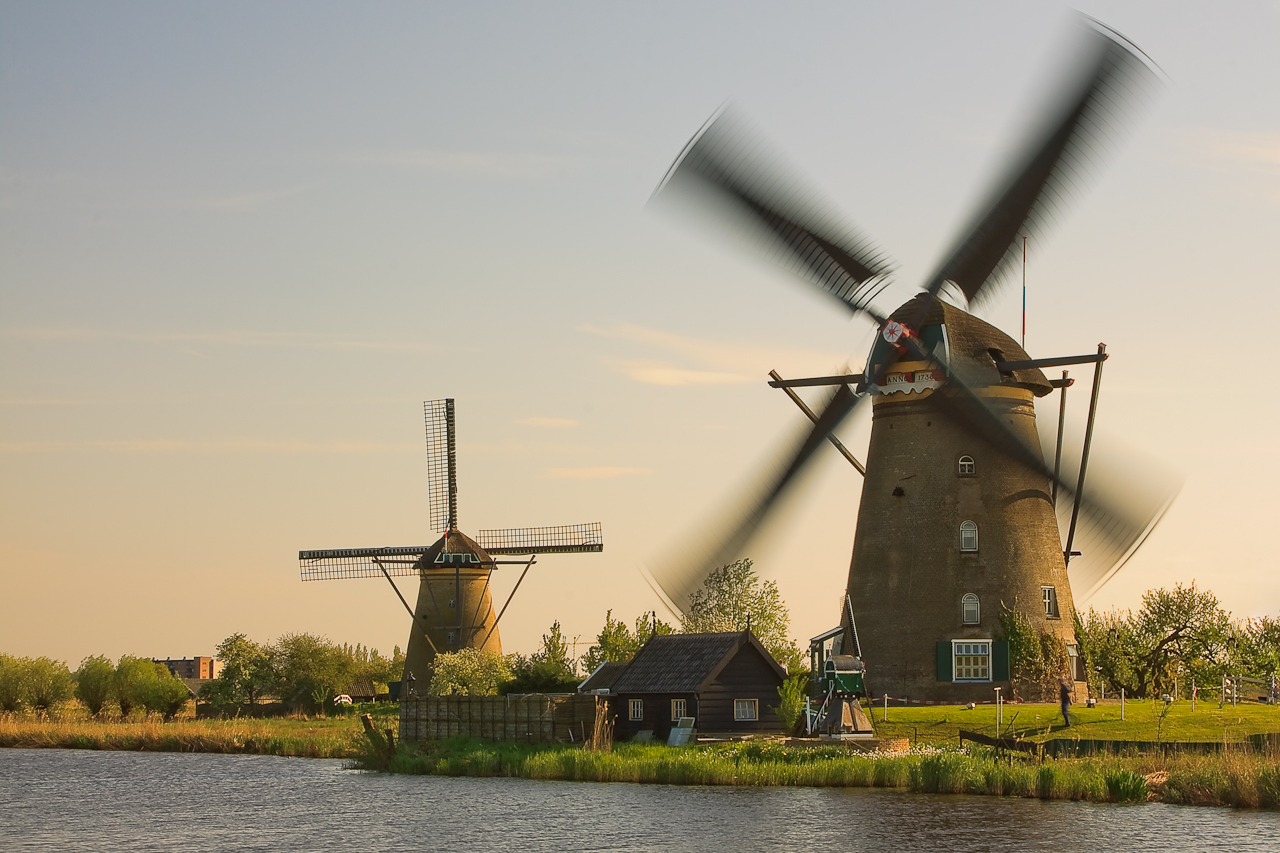
Xarxa de molins de Kinderdijk-Elshout
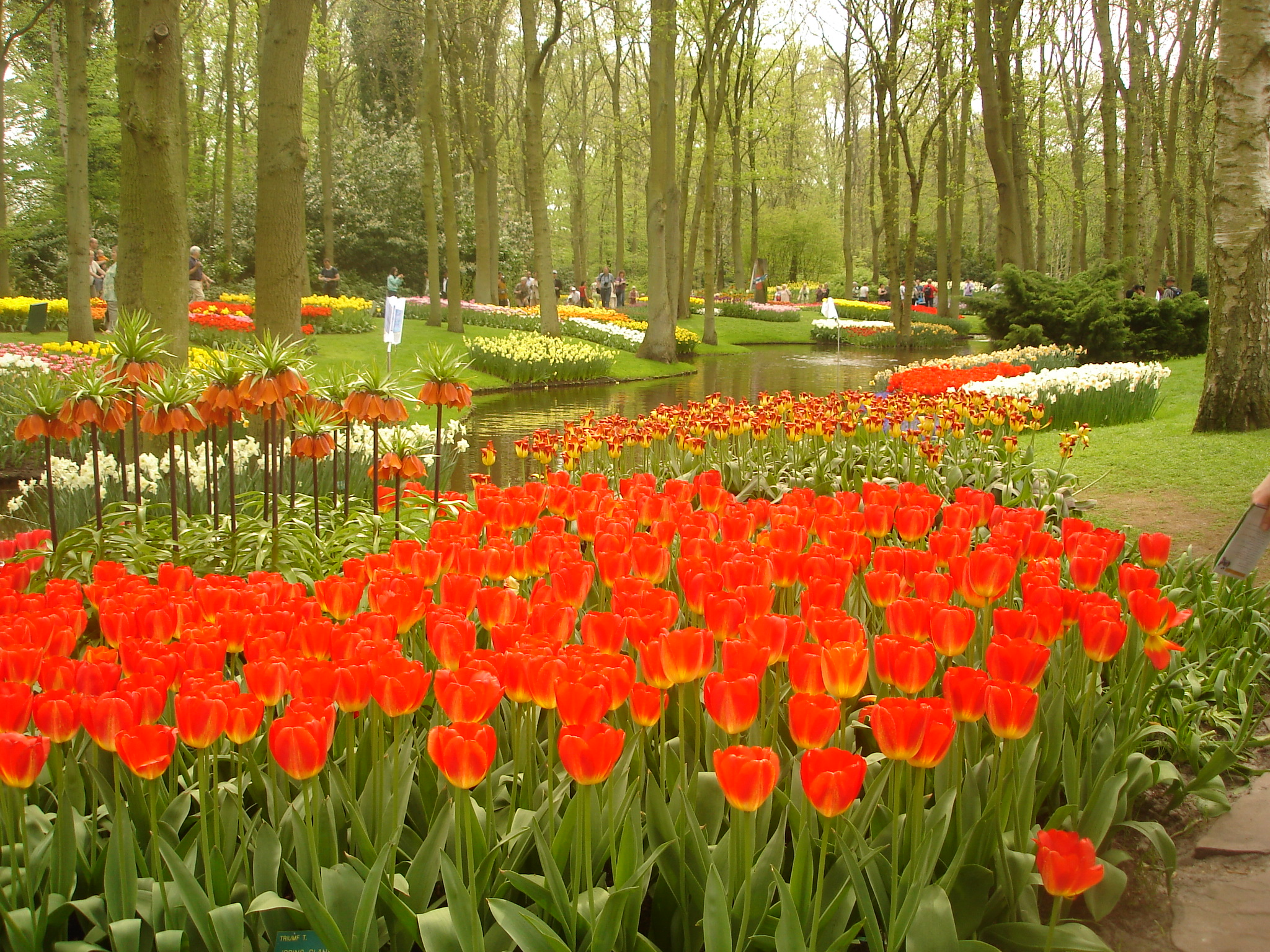
Tulipes a Keukenhof

### Gastronomia
La cuina dels Països Baixos varia molt de regió a regió. Les regions del sud dels Països Baixos, per exemple, comparteixen plats amb Flandes, i viceversa. Es caracteritza tradicionalment per l'alt consum de vegetals en comparació amb el consum de carn. La llet i els seus derivats també es consumeixen àmpliament. Els formatges holandesos són de fama mundial, com ara els formatges Gouda, Edam i Leiden. La pastisseria és molt rica i es menja en grans quantitats. Pel que fa a les begudes alcohòliques, el vi ha estat durant molt de temps absent de la cuina neerlandesa (si bé està canviant en les últimes dècades); tradicionalment hi ha moltes marques de cervesa, i begudes alcohòliques fortes, com ara jenever i brandewijn.
Els holandesos tenen tota mena de pastisseria i galetes, moltes d'ells plenes de massapà, ametlla i xocolata. Es poden trobar una gran quantitat de diferents pastissos, principalment a les províncies del sud, de tradició catòlica. Per exemple, els bunyols (oliebol) que es consumeixen per Cap d'Any o les galetes de canyella (spekulaas), que es mengen per sant Nicolau i Nadal.
Els Països Baixos són l'únic país de la Unió Europea on es permet legalment la venda de cànnabis i els seus derivats en locals amb llicència denominats coffee shops.

### Esport

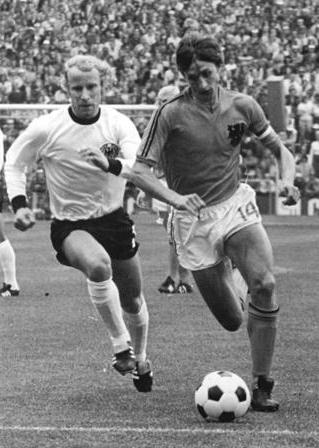
Johan Cruyff, un dels grans futbolistes de la història.

Un dels esports més importants és el ciclisme. Jan Janssen i Joop Zoetemelk han guanyat el Tour de França, a més del Campionat del món de ciclisme i els Jocs Olímpics. Leontien Van Moorsel també ha obtingut triomfs als Jocs Olímpics i als Campionats del Món. Altres campions mundials han estat Hennie Kuiper, Jan Raas i Gerrie Knetemann.
El futbol és, juntament amb el ciclisme, l'esport més practicat. Els tres grans clubs del país són l'Ajax Amsterdam, el Feyenoord Rotterdam i el PSV Eindhoven. Tots tres han estat campions d'Europa. Pel que fa als futbolistes, han guanyat la Bota d'Or Johan Cruyff, tres cops, Ruud Gullit, un cop, i Marco van Basten també tres cops. La Selecció de futbol dels Països Baixos es proclamà campiona de l'Eurocopa 1988 d'Alemanya Federal, tot i que els millors anys els visqué als 70 on fou dos cops finalista de la Copa del Món de Futbol, essent coneguda com la taronja mecànica.
Un dels esports amb millor palmarès és l'hoquei sobre herba, tant pel que fa a clubs com de selecció, i en corfbol és la principal potència mundial.
El tennis ha donat grans jugadors com Richard Krajicek, guanyador del Torneig de Wimbledon el 1996, o Martin Verkerk, finalista del Torneig de Roland Garros el 2003. També l'atletisme ha donat noms importants com Ellen van Langen, guanyadora dels 800 metres llisos als Jocs Olímpics de Barcelona 1992, però per damunt de tots destacà l'atleta Fanny Blankers-Koen, guanyadora de quatre medalles d'or als Jocs Olímpics d'Estiu de 1948. Més triomfs ha donat la natació. Inge de Bruijn guanyà 8 medalles olímpiques entre 2000 i 2004, 4 d'elles d'or. Pieter van den Hoogenband fou 3 cops campió olímpic i 14 d'Europa. Marleen Veldhuis, va fer el rècord del món de 50 metres lliures i dels 4x100 lliures. En hípica, Anky van Grunsven guanyà vuit medalles olímpiques.

### Festes i dies festius
| Data                         | Nom català                     | Nom local       |
| ---------------------------- | ------------------------------ | --------------- |
| 1 de gener                   | Cap d'any                      | Nieuwjaarsdag   |
| Març / Abril                 | Pasqua                         | Pasen           |
| 27 d'abril                   | Dia del rei                    | Koningsdag      |
| 4 de maig                    | Dia de commemoració dels morts | Dodenherdenking |
| 5 de maig                    | Dia de l'alliberament          | Bevrijdingsdag  |
| 40 dies després de Pasqua    | Ascensió                       | Hemelvaartsdag  |
| 7 setmanes després de Pasqua | Pentecosta                     | Pinksteren      |
| 5 de desembre                | Sant Nicolau                   | Sinterklaas     |
| 25 i 26 de desembre          | Nadal i Sant Esteve            | Kerstmis        |